# Montescueia
Montescueia là một chi nhện trong họ Ctenidae.